# Echthronomas carlsoni
Echthronomas carlsoni är en stekelart som beskrevs av Gupta 1980. Echthronomas carlsoni ingår i släktet Echthronomas och familjen brokparasitsteklar. Inga underarter finns listade i Catalogue of Life.